# Attacco all'ambasciata degli Stati Uniti d'America a Saigon
L'attacco all'ambasciata statunitense di Saigon ebbe luogo il 31 gennaio 1968, durante le prime fasi dell'Offensiva del Tet, lanciata dalle forze nordvietnamite contro le maggiori città del Vietnam del Sud.
Nelle prime ore del mattino, un commando di 19 militari Viet Cong del battaglione d'élite C-10 del genio guastatori,  riuscì a penetrare nel compound dell'ambasciata, ma venne bloccato prima di accedere al palazzo della cancelleria, dopo un intenso scontro a fuoco con 2 soldati del 716 ° Battaglione della Polizia Militare e con i 3 marines a guardia dell'ambasciata. Fatto esplodere il muro perimetrale, attorno alle 02,50,  i genieri vietnamiti cercarono di entrare nell'ambasciata dalla breccia, ma i primi due penetrati furono uccisi dalla Polizia miliare. I due agenti vennero poi uccisi dagli altri genieri che riuscirono ad entrare nell'edificio. Nell'edificio erano presenti anche due civili, lavoratori vietnamiti e 6 civili dipendenti dell'ambasciata. Vennero esplosi numerosi colpi d'arma da fuoco e la situazione si risolse solo dopo le 4 e 20 del mattino con l'arrivo di truppe americane di rinforzo comandate dal generale William Westmoreland, che all'alba entrarono nell'edificio uccidendo i soldati nordvietnamiti scampati all'intenso scontro a fuoco. Al termine dello scontro rimasero uccisi 4 soldati del Military Police Corps e un marine per parte americana e 18 dei 19 vietnamiti (l'unico superstite fu fatto prigioniero).
Nonostante il fallimento dell'attacco, la vicenda ebbe un profondo impatto politico e psicologico negli Stati Uniti, dimostrando la fallibilità e debolezza dei loro apparati di sicurezza e vigilanza e incrementando le critiche della opinione pubblica statunitense sulla opportunità della guerra in Vietnam.